# Richard Müller (Fussballspieler)
Richard Müller (* 20. Jahrhundert) ist ein ehemaliger Schweizer Fussballspieler.
Müller spielte in der NLB-Saison 1967/68 beim FC Winterthur. Der Stürmer kam jedoch an der Seite von Konietzka auf lediglich vier Einsätze zu Beginn der Saison. Nach dem Aufstieg Winterthurs verliess er den Verein und wechselte zum FC Red Star Zürich in die drittklassige 1. Liga.